# Georgi Tringow
Georgi Petrow Tringow (bulgarisch Георги Трингов, wiss. Transliteration Georgi Tringov; * 7. März 1937 in Plowdiw; † 3. Juli 2000) war ein bulgarischer Schachspieler. 

## Leben
Tringow gewann 1959 die Studentenmeisterschaft Bulgariens und wurde 1963 bulgarischer Landesmeister, ebenso wie 1981 und 1985. Ab 1962 war er Internationaler Meister, ab 1963 hatte er den Großmeistertitel inne.
Im Jahre 1964 gewann Tringow das Zonenturnier von Kecskemét und qualifizierte sich für das Interzonenturnier in Amsterdam, bei dem er den 15. Platz erreichte. Er vertrat Bulgarien zwölfmal bei Schacholympiaden, nämlich in den Jahren 1956, 1958, 1962, 1964, 1966, 1968, 1970, 1972, 1974, 1978, 1980 und 1982. Dabei erzielte er zweimal das individuell beste Brettresultat: 1968 an Brett 2 und 1978 an Brett 3. 1968 errang die bulgarische Mannschaft eine Bronzemedaille. Außerdem nahm er mit Bulgarien an den Mannschaftseuropameisterschaften 1970, 1977, 1980 und 1983 teil.
Tringows letzte Elo-Zahl betrug 2379, im Januar 1977 hatte er seine höchste Elo-Zahl von 2495.

## Wichtige Erfolge
Insgesamt bestritt Tringov 95 internationale Turniere. Zu seinen besten Ergebnissen zählen unter anderem:
- 1.–2. in Vršac 1973
- 2. in Birmingham 1974
- 2. in Kragujevac 1974
- 2. in Plowdiw 1975
- 3. in Vinkovci 1976 (mit Lew Polugajewski, nach Vlastimil Hort und Gyula Sax)
- 1. in Plowdiw 1977 und 1980
- 1.–2. in Smederovo 1980